# Административное деление Донецкой области на 1 января 1936 года
Донецкая область, 1 января 1936 года, делилась на районы и города, подчинённые области
- Старобельский округ (центр — г. Старобельск)
- общее число районов — 38
- общее число городов, подчинённых области — 13
- вновь образованы:

1. Белокуракинский район (Старобельского округа)
2. Будённовский район (13 февраля 1935 года) из части Мариупольского горсовета
3. Добропольский район (13 февраля 1935 года) из части Постышевского района
4. Евсугский район (Старобельского округа, 13 февраля 1935 года) из частей Беловодского и Старобельского районов
5. Косиоровский район (Старобельского округа, 13 февраля 1935 года) из части Верхне-Тепловского района
6. Лозно-Александровский район (Старобельского округа)
7. Мостковский район (Старобельского округа, 13 февраля 1935 года) из части Сватовского района
8. Нижне-Дуванский район (Старобельского округа)
9. Ново-Астраханский район (Старобельского округа)
10. Ольгинский район (13 февраля 1935 года) из части Марьинского района
11. Троицкий район (Старобельского округа, 13 февраля 1935 года) из части Покровского района

- переименованы:

1. Остгеймский район (22 февраля 1935 года) на Тельмановский район

- центр области — г. Сталино
- список районов:

1. Александровский (с. Александровка)
2. Амвросиевский (с. Донецко-Амвросиевка)
3. Беловодский (Старобельского округа, с. Беловодск)
4. Белокуракинский (Старобельского округа, с. Белокуракино)
5. Белолуцкий (Старобельского округа, с. Белолуцк)
6. Больше-Янисольский (с. Большой Янисоль)
7. Будённовский район (с. Будённовка)
8. Верхне-Тепловский (с. Верхняя Тепловка)
9. Волновахский (пос. Волноваха)
10. Володарский (с. Володарское)
11. Добропольский район (с. Доброполье)
12. Евсугский район (Старобельского округа, с. Евсуг)
13. Косиоровский район (Старобельского округа, с. Косиорово, до 31 августа 1935 года — с. Станично-Луганская)
14. Лиманский (пгт. Красный Лиман)
15. Лисичанский (пос. Лисичанск)
16. Лозно-Александровский район (Старобельского округа, с. Лозно-Александровка, до 31 августа 1935 года — с. Александровка)
17. Марковский район (Старобельского округа, с. Марковка)
18. Марьинский (пгт. Марьинка)
19. Меловский (Старобельского округа, с. Меловое)
20. Мостковский (Старобельского округа, с. Мостки)
21. Нижне-Дуванский район (Старобельского округа, с. Нижняя Дуванка)
22. Ново-Айдарский (с. Новый Айдар)
23. Ново-Астраханский район (Старобельского округа, с. Новая Астрахань)
24. Ново-Псковский (с. Новопсков)
25. Ольгинский район (с. Ольгинка), до 31 августа 1935 года — Анадольский район
26. Покровский район (Старобельского округа, с. Покровка)
27. Постышевский (пгт. Постышево)
28. Ровенковский (пгт. Ровеньки)
29. Рубежанский (пос. Рубежное)
30. Сватовский район (Старобельского округа, пгт. Сватово)
31. Славянский (г. Славянск)
32. Сорокинский (пос. Сорокино)
33. Старобельский район (Старобельского округа, г. Старобельск)
34. Старо-Бешевский (с. Старо-Бешево)
35. Старо-Каранский (с. Старая Карань)
36. Старо-Керменчикский (с. Старый Керменчик)
37. Тельмановский район (с. Тельманово, до 31 августа 1935 года — с. Остгейм)
38. Троицкий район (Старобельского округа, с. Троицкое)

- список горсоветов:

1. Артёмовский
2. Ворошиловградский (до 5 ноября 1935 года — Луганский)
3. Ворошиловский
4. Горловский
5. Енакиевский (до 1936 года — Рыковский)
6. Кадиевский
7. Константиновский
8. Краматорский
9. Краснолучский
10. Макеевский
11. Мариупольский
12. Сталинский
13. Чистяковский